# 實川延若 (初代)

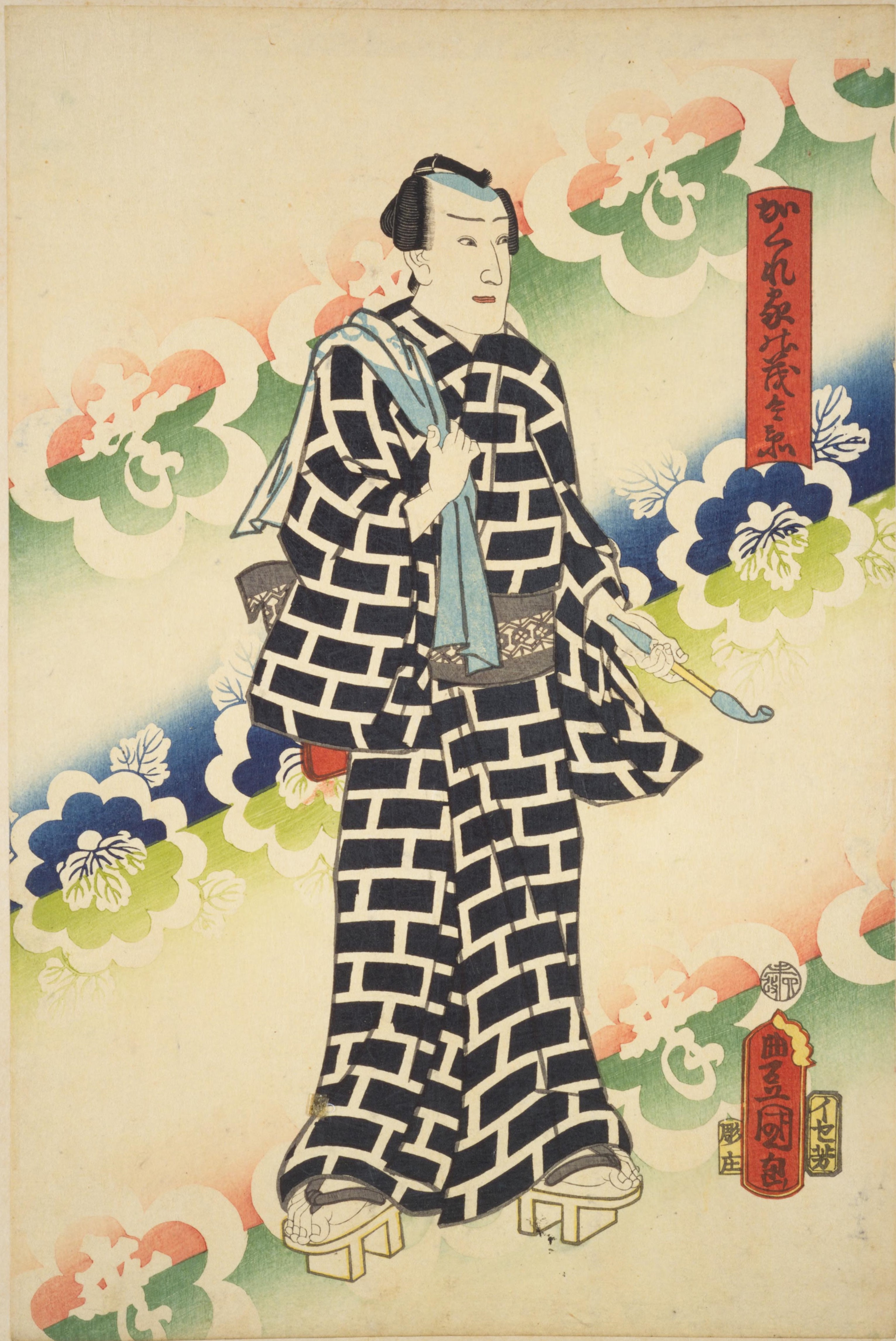
梅幸時代の初代延若（歌川国貞作　1859年）

初代 實川 延若（しょだい じつかわ えんじゃく、新字体：実川、天保2年6月23日（1831年7月31日） - 明治18年（1885年）9月18日）は、大坂出身の歌舞伎役者。本名は天星 庄八（あまぼし しょうはち）。屋号は河内屋。定紋は重ね井筒、替紋は五つ雁金。俳名は正鴈。

## 下積み時代
大坂に大工の子として生まれた庄八は、3歳のとき芝居茶屋・河内屋庄兵衛の養子となり、これがきっかけで芝居の世界に入った。
天保9年（1838年）、初代實川延三郎の門人となり、實川延次と名乗る。天保11年（1840年）11月京都南座が初舞台。このころ金に困ると衣装を質入して「裸の延次」と呼ばれていた。まだ無名時代の中村宗十郎と出会ったのもこの頃で、二人で三味線と踊りのコンビを組んで旅巡業をしたがうだつが上がらず苦労する。その後一時舞台を離れるが、天保14年（1843年）に再び延三郎の門人となり、實川延二郎を名乗って浜芝居に出演する。

## 幻の梅幸
安政元年（1854年）実家を離縁された延二郎は、叔父の尽力で、師事していた六代目市川團蔵とともに江戸に下り、安政3年（1856年）、初代中村福助の門人となって中村延雀を名乗った。　
その後すぐに四代目尾上菊五郎にその芸を認められる。菊五郎は延雀を可愛がり、これを養子としたばかりか、安政6年（1859年）には「菊五郎」の名跡とは不可分なはずの尾上梅幸を襲名させて、これを子がない自身の後継者に擬した。しかし「梅幸」はそもそも尾上菊五郎が代々相伝する俳名で、初代から五代目までの菊五郎は、すなわち初代から五代目の梅幸である。そこに一門の出でもない者を無理に押し込むことにとても承服できない音羽屋一門は、四代目菊五郎が死去するとすぐに三代目菊五郎の外孫をその後継に擁立する構えを見せた。一門にそっぽを向かれ、名ばかりの尾上梅幸となった延雀は、針のむしろに坐らされたような日々を送るうちに病に伏せてしまった。結局、延雀は「梅幸」を尾上家に返上し、尾上家は延雀を離縁することで決着する。このため四代目と五代目の間にもう一人いたこの梅幸は尾上梅幸代々には数えないことになっている。
またこのころの評判記に「下品」などと書かれており、上方仕込の芸風が江戸の観客の好むところに合わないことも延雀にとって致命的だった。

## 上方劇壇の雄として
帰坂後、実家と復縁し延三郎門下にも復帰。文久3年（1863年）師匠の俳名である「延若」を頂戴して初代實川延若を襲名する。しかしその一方で實川一門の屋号「井筒屋」からは抜け、あらたに実家の屋号にちなんだ「河内屋」を興す。以後和事芸の研鑽に努めた。
その後、大坂京都を中心に座頭として活躍。その舞台活動は精力的で、出世芸となった『彩入御伽艸』（小幡小平次）の水中早替わりでは、寒中にもかかわらず毎日長時間水につかり、体調を崩しても最後までつとめきった。元来の気の強さでしばしば中村宗十郎と争ったこともあったが、晩年は温厚な人柄となり、宗十郎ともすっかり和解して、大阪の歌舞伎界を支えた。私生活でも冗談を飛ばして周囲を笑わせたり、遅く授かった子の庄一（のちの二代目延若）が生まれたときは「エライコッチャ」と喜んで踊り出し、その後も溺愛する子煩悩な一面も見せていた。丁髷を最後まで切らない保守的な一面もあった。
実子の庄一には「芝居なんか見んでええ」と歌舞伎役者にする気は毛頭なかったが、その一方で若き初代中村鴈治郎には早くからその才能を見抜いて眼をかけ、数え十五の鴈治郎を上町の自宅に引き取って門人に加えた。そこで我が子同様に扱う傍ら、後見をさせて身近で一から芝居を仕込み、将来の後継者として育てた。明治11年（1878年）3月、地方回りで修業していた鴈治郎が数年ぶりに大阪に戻ったとき、延若は紅白二単反の羽二重に「義と恩を 守り初めてや 二日灸」の句を据えて愛弟子の門出を祝った。そして舞台を共にした『西南夢物語』のなかで「親に離れて長い間、ずいぶん苦労してきたなあ」と入れ事の科白を廻してその努力を讃えた。
晩年は鉛毒で体調を崩し、明治18年（1885年）正月大阪戎座『島鵆浪此花』の徳川家慶が最後の舞台となった。五十五歳という若さであった。葬儀の時、長老の二代目尾上多見蔵は、遺骸にとりついて「五十五で死んでもたら、八十八のわし（多蔵蔵の年齢）はどないしたらええねん。」と号泣したという。
墓所は中央区円妙寺。戒名は天遊院延若日輝居士。

## 芸風
幕末から明治初年にかけて、初代實川延若は大坂では右に出る者もいないほどの人気を誇り、中村宗十郎、初代市川右團次とともに「延宗右」と呼ばれた。風采の上がらぬ容姿としゃくれた顎、癖の或る口跡ながらも独特の雰囲気を持ち、和事の世話物を得意とした。『河庄』の治兵衛、『雁のたより』の三二五郎七が当り役。『雁のたより』の五郎七の「お玉どん、知らんがなあ」や「かァすかに聞こえる」の科白廻しは初代延若の口調が今日にも受け継がれている。穏やかで明るくこってりとした芸風で、その本格的な上方和事芸は、子の二代目延若や同門の初代鴈治郎に受け継がれた。